# Maxi Lehnard
Maximiliane „Maxi“ Lehnard (* 19. August 1995 in Schönwalde-Glien) ist eine deutsche Fußballspielerin.

## Leben
Die im brandenburgischen Schönwalde-Glien geborene Lehnard, wuchs im vogtländischen Markneukirchen auf, wo sie 2002/2003 in der Grundschule Markneukirchen, den noch heute gültigen (Stand Juni 2016) Schulrekord in 60-Meter-Lauf mit 10,3 Sekunden aufstellte. Nach ihrem Wechsel 2011 nach Jena besuchte sie bis 2013 dort das Sportgymnasium.

### Karriere
Lehnard begann ihre Karriere beim BC Erlbach, wo sie in der Saison 2006/07 gemeinsam mit ihrem Bruder Moritz in der männlichen D-Jugend spielte. Im Sommer 2007 wechselte sie dann zum VfB Schöneck 1912, wo sie in der C-Jugend zum Einsatz kam. Ein Jahr später unterschrieb sie einen Vertrag beim Leipziger FC, wo sie bis zum Juni 2010 spielte. Im Juli 2010 verließ sie dann den Leipzig und schloss sich der Eliteschule des Bundesligisten FF USV Jena an. Seit Sommer 2011 gehört Lehnard zum Bundesliga-Kader des FF USV Jena und gab am 11. März 2012 ihr Debüt in der zweiten Mannschaft Jenas in der 2. Bundesliga. Am 25. August 2012 gab sie ihr Profi-Debüt für den FF USV Jena in der Erstrunden-Begegnung des DFB-Pokals 2013/14 gegen den ATS Buntentor. Im Sommer 2013 rückte sie wieder aus der Zweitliga-Reserve in die erste in der Bundesliga spielende Mannschaft auf. Am 31. August 2013 feierte sie ihr Seniordebüt für den FF USV Jena in der ersten Rundenbegegnung des DFB-Pokals gegen den 1. FC Neubrandenburg 04. Nachdem Lehnard in 24 Spielen sieben Tore in zwei Spielzeiten für die USV Reserve in der 2. Bundesliga Süd erzielte, feierte sie 18-jährig am 3. Oktober 2013 ihr Bundesliga-Debüt bei der 0:2-Niederlage gegen den SC Freiburg. Im Sommer 2016 verließ sie den USV Jena, kehrte aber im Winter 2016 zur Reserve des USV Jena zurück, wo sie am 5. März 2017 ihr Comeback feierte. Im Jahr 2021 wechselte sie zum BC Erlbach und war in der Saison 2023/24 Vizekapitänin des Teams.